# Junior Byles

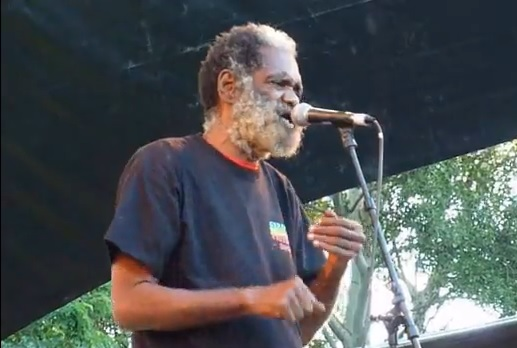
Junior Byles in Frankreich 2010

Kenneth „Junior“ Byles Jr. (* 17. Juli 1948 in Kingston; † 15. Mai 2025), auch bekannt unter den Namen King Chubby oder einfach nur Chubby, war ein jamaikanischer Singjay des Rocksteady und des Roots-Reggae.

## Werdegang

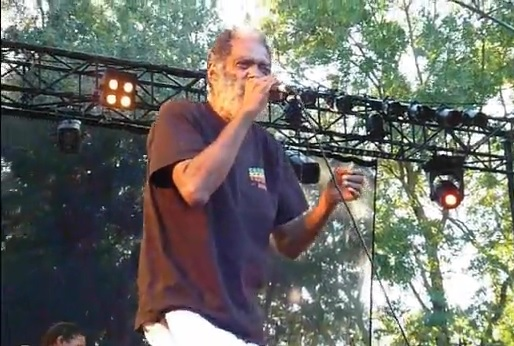
Junior Byles in Frankreich 2010

Kenneth Byles Jr. wurde 1948 im Jubilee Hospital in Kingston, Jamaika, geboren und wuchs in dem Kingstoner Stadtteil Jonestown auf. Sein Vater Kenneth Byles Snr. war Mechaniker und seine Mutter Lehrerin. Seine Familie war streng religiös. Die ersten musikalischen Erfahrungen sammelte Byles als Sänger in der Kirche. 1967 gründete er zusammen mit Dudley Earl und Ben „Louis“ Davis das Gesangstrio The Versatiles. Zu dieser Zeit arbeitete Byles hauptberuflich als Feuerwehrmann. Im selben Jahr, nachdem die Gruppe Aufnahmen für den Festival Song Contest in Kingston beim neuen Amalgamated-PlattenLabel machten, wurden sie von Lee Perry entdeckt. Dieser arbeitete dort als Chef-Toningenieur, um neue Talente zu finden. Aus dieser Zusammenarbeit entstanden drei Singles mit dem Namen Just Can’t Win, The Time Has Come und Trust The Book. Das musikalische Backup bei allen drei Songs stammte von Lynn Taitt & the Jets.
Die erste Veröffentlichung als Solokünstler trägt den Namen What Is This World Coming To und erschien 1970. Zwischen 1968 und 1974 arbeitete Byles fast ausschließlich mit Lee Perry zusammen und veröffentlichte mit seiner Band und auch als Solokünstler weitere Singles, die heute als Klassiker des Roots gelten, wie zum Beispiel Curly Locks, Rasta No Pickpocket, Place Called Africa, oder Beat Down Babylon. 1972 erschien in Zusammenarbeit mit Eric Barnett die letzte Single der Band mit dem Namen "Action Line". Daraufhin widmete sich Byles seiner Solokarriere und bis Mitte der 1970er war er ein großer Star in Jamaika. Er schaffte es, auch international einen gewissen Bekanntheitsgrad zu erreichen. Die erste Single als Solokünstler mit dem Namen Got The Tip erschien jedoch schon im Jahr 1971 auf dem britischen Label Punch. Ein Jahr darauf veröffentlichte das Label Trojan Records das erste Album mit dem Namen Beat Down Babylon.
Junior Byles war einer von mehreren Reggaemusikern, die den Politiker Michael Manley zur Wahl zum Premierminister von Jamaika unterstützten. Zu diesem Zweck erschienen zwei Songs mit den Namen Joshua Desire und Pharao Hiding, die auf dem Album Beat Down Babylon enthalten sind.
Nach mehreren Single-Veröffentlichungen erschien 1976 ein weiteres Album mit dem Namen Jordan, das von Pete Weston produziert wurde. Im selben Jahr wurde Byles, der zu dieser Zeit unter schweren Depressionen litt, nach mehreren Suizidversuchen in die psychiatrische Abteilung des Bellevue Hospital in Kingston eingewiesen. Nach seiner Entlassung war er weiterhin bis Anfang der 1980er Jahre ein regelmäßiger Patient. Zu dieser Zeit war er musikalisch kaum mehr aktiv. Dennoch veröffentlichte er weiterhin, wenn auch wenige Singles. Unter anderen den erfolgreichen Song Chant Down Babylon, zusammen mit dem jamaikanischen Sänger Rupert Reid. Dieser ist ein Remake des Stückes King of Babylon von 1975. Zwischen 1982 und 1986 musste Byles mehrere Unglücke im Privatleben hinnehmen. Zu dieser Zeit starb seine Mutter und kurze Zeit darauf brannte sein Wohnhaus nieder. Seine Frau und seine Kinder emigrierten in die USA.
Das letzte reguläre Album erschien 1986 auf dem Label Nighthawk Records. Es trägt den Namen Rasta No Pickpocket. Ein Jahr darauf veröffentlichte das Label Digital B das Album Beat Down Babylon – The Upsetter Years. Dies war eine überarbeitete Version seines ersten Albums, zusammen mit weiteren, zum Teil neuen Songs. Dennoch ging es Byles noch im selben Jahr finanziell derart schlecht, dass er auf der Straße leben musste. Er ging betteln und aß aus Mülltonnen. 1989 jedoch veröffentlichte Byles zusammen mit dem Produzenten Niney the Observer den Song Young Girl auf dem Label Heartbeat Records.
Nachdem er drei Jahre später einen weiteren Song mit dem Namen Little Fleego veröffentlichen konnte, ging es ihm finanziell wieder besser. Zwischen 1997 und 1998 bestritt Byles zusammen mit dem jamaikanischen Gitarristen Earl „Chinna“ Smith einige Konzerte. Ab 2004 trat Byles auch wieder als Solo-Künstler in ganz Jamaika auf. Daraufhin ging er auf eine kleine Tour durch das Vereinigte Königreich. Im Jahr 2010 spielte er auch auf mehreren Konzerten und Festivals in Frankreich.

## Tod
Junior Byles starb im Mai 2025 über zwei Monate vor seinem 77. Geburtstag.

## Diskografie (Auswahl)

### Alben
- 1972 – Beat Down Babylon – Trojan Records
- 1976 – Jordan – Micron Music Limited
- 1986 – Rasta No Pickpocket – Nighthawk Records
- 1987 – Beat Down Babylon "The Upsetter Years" – Digital-B

### Singles, Dubplates
- 1970 – A Matter Of Time – White Label
- 1970 – Africa Stand – White Label
- 1970 – Are You Leading Me On – White Label
- 1970 – Come Da Da – White Label
- 1970 – Curly Locks (No. 2) – White Label
- 1970 – Curly Locks (No. 3) – White Label
- 1970 – Cutting Razor – White Label
- 1970 – Demonstration – White Label
- 1970 – Education Rock – White Label
- 1970 – Fun And Games – White Label
- 1970 – Long Way – White Label
- 1970 – Now Generation – White Label
- 1970 – What Is This World Coming To – White Label
- 1970 – When Will Better Come – White Label
- 1971 – Got The Tip – Punch
- 1972 – Da-Da – Wizz-Dom
- 1972 – Fever – Pama Records
- 1972 – Pharoah Hiding – Dynamic Sounds
- 1972 – King Of Babylon – Observer
- 1973 – Rasta No Pick Pocket / Place Call Africa – Upsetter
- 1973 – When Will Better Come – Upsetter
- 1973 – Auntie Lu-Lu – Upsetter
- 1973 – Long Way – Clock Tower Records Inc.
- 1973 – Break Up To Make Up – Count Shelly
- 1974 – Curley Locks – Upsetter/Orchid/Dip/Capo Action
- 1974 – Mumbling And Grumbling – Upsetter
- 1974 – Gwane Joshua Gwane – Jaguar
- 1975 – Lorna Banana – Advance
- 1975 – Fade Away – Well Charge, VP Records
- 1975 – Girl Next Door – Micron Music Limited
- 1975 – Bur-O-Boy – The Thing
- 1976 – Pitchy Patchy – Black Wax
- 1977 – Heart And Soul – Errol T Records
- 1977 – Can You Feel It – 3 in 1
- 1979 – Dread Locks Time – Errol T Records
- 1980 – Let Us Reason Now – One In Three Records
- 1989 – Young Girl – Heartbeat Records
- 1992 – Little Fleego – White Label
- 2005 – Weeping – Observer

### Zusammenarbeit mit anderen Künstlern
- 1970 – Lick The Pipe Peter (feat. Jah T & Errol Thompson) – White Label
- 1972 – Informer Man (feat. Jah T) – Upsetter
- 1973 – Break Up To Make Up (feat. Leroy Sibbles) – Treasure Isle
- 1973 – Sugar Sugar (feat. Big Youth) – White Label
- 1975 – Chant Down Babylon (feat. Rupert Reid) – Ja-Man Records
- 1975 – Remember Me (feat. Rupert Reid) – Ja-Man Records
- 1982 – Better Be Careful (feat. The Roots Radics) – Carib Gems
- 1999 – I And I (feat. Glen Ricks) – Triple R